# Atlas Saharyjski
Atlas Saharyjski (arab. ‏الأطلس الصحراوي‎, Al-Aṭlas aṣ-Ṣaḥrāwī; fr. Atlas Saharien) – pasmo górskie w południowo-wschodniej części Atlasu, w Algierii. Oddziela Wyżynę Szottów od Wielkiego Ergu Zachodniego oraz Kotliny Północnosaharyjskiej. Na wschodzie rozciąga się aż do granic Tunezji, gdzie łączy się z Górami Tunezyjskimi w Atlasie Tellskim.
Pasmo to rozciąga się na długości 1000 km. Najwyższy szczyt to Dżabal Isa (2236 m n.p.m.) leżący w masywie Dżibal al-Kusur. Pasmo leży w strefie klimatu podzwrotnikowego suchego oraz pokryte jest roślinnością półpustynną oraz pustynną.

## Geografia
Atlas Saharyjski obejmuje szereg masywów górskich: Dżibal al-Kusur na zachodzie, 
Dżabal Ammur w centralnej części oraz Dżabal Aulad Na’il na wschodzie. Do Atlasu Saharyjskiego bywają zaliczane również góry Dżabal al-Auras, Dżibal al-Hudna, Dżibal an-Namamisza oraz Dżibal az-Zab. 
Graniczący od północy z Wyżyną Szottów Atlas Saharyjski jest jednym z rozległych płaskowyżów afrykańskich, utworzonych z pierwotnej skały bazowej pokrytej osadami z płytkich mórz i osadami aluwialnymi. 
Z Atlasu Saharyjskiego wypływa najdłuższa rzeka Algierii Wadi asz-Szalif. Oprócz tego bierze tam początek szereg wadi, łożysk rzecznych, którymi woda płynie tylko okresach deszczowych. 
Atlas Saharyjski stanowi północną granicę Sahary. W górach pojawia się więcej opadów i dlatego bardziej nadają się pod uprawę niż leżąca niżej Wyżyna Szottów na północ od nich. Obecnie góry są zamieszkałe głównie przez Berberów. 